# Yoshiyuki Hasegawa
Yoshiyuki Hasegawa (長谷川 祥之?, Hasegawa Yoshiyuki; Prefettura di Kyoto, 11 febbraio 1969) è un ex calciatore giapponese, di ruolo attaccante.

## Palmarès

### Club

#### Competizioni nazionali
- J1 League: 4

Kashima Antlers: 1996, 1998, 2000, 2001
- Coppa dell'Imperatore: 2

Kashima Antlers: 1997, 2000
- Coppa J.League: 3

Kashima Antlers: 1997, 2000, 2002
- Supercoppa del Giappone: 3

Kashima Antlers: 1997, 1998, 1999